# Jamnik długowłosy
Jamnik długowłosy – jedna z ras o długiej, lśniącej sierści i tzw. piórach na ogonie i zewnętrznej stronie kończyn. Ta odmiana jamnika powstała wskutek skrzyżowania jamnika gładkowłosego z długowłosymi płochaczami lub cocker spanielami. W porównaniu z pozostałymi odmianami jamnika: szorstkowłosym i krótkowłosym głowa jamnika długowłosego jest bardziej szlachetna a uszy są niżej osadzone i dłuższe.
Umaszczenie czarne-podpalane jest jednym z najrzadziej spotykanych w tej odmianie.